# Аль-Байта (рудник)
Рудник «Аль-Байта» (Al Ba'itha Mine, араб. منجم البعيثة) — підприємство гірничорудної промисловості на північному сході Саудівської Аравії (220 км на північ від Бурайди).
Підприємство, яке почало роботу в 2014 році, розробляє південну ділянку ліцензійної території Аз-Забіра (тут видобуваються «металургійні» боксити, тоді як індустріальна сировина — низькоякісні боксити і каоліни — видобуваються на копальні Аз-Забіра, що знаходиться приблизно за 60 км на північний захід). Підтверджені та ймовірні запаси проєкту станом на 2018 рік оцінювались на рівні 192,2 млн тонн із середнім вмістом алюмінію 48,2 %, крім того, ресурси всіх категорій (виміряні, показані та передбачені) оцінювались у 242,7 млн тонн із середнім вмістом алюмінію 44,8 %. За останніми даними середні значення вмісту {\displaystyle {\ce {Al2O3}}} та {\displaystyle {\ce {Fe2O3}}} в межах родовища становлять 53,59 % мас. та 12,12 % мас. відповідно.
Проєктна річна потужність підприємства становить 4 млн тонн бокситів на рік. Фактичний видобуток сягає 4,6 млн тонн.
Вивозять продукцію східною гілкою залізниці Північ — Південь до алюмінієвого комбінату в Рас-аль-Хейр.
Проєкт втілила група Ma'aden, що також володіє зазначеним алюмінієвим комбінатом. Рудник Al Ba'itha є частиною спільного підприємства, яке складається з цієї бокситової копальні, глиноземного заводу, заводу з виплавки первинного алюмінію та алюмінієвого прокатного заводу. До складу копальні входять стаціонарні установки для дроблення та завантаження поїздів, майстерні та допоміжні служби, електростанція та водопостачання.